# Gabriela Perianu
Gabriela Perianu (Brăila, 1994. június 20. –) román válogatott kézilabdázó, balátlövő. Visszavonulását megelőzően a CSM București és a Rapid București játékosa volt.

## Pályafutása

### Klubcsapatokban
Gabriela Perianu Brăilában született 1994. június 20-án. Hatéves korában kezdett el kézilabdázni a helyi sporttagozatos középiskolában. 2011. január 31-én lett a Dunărea Brăila igazolt játékosa. Hat szezont töltött a klubnál, ez idő alatt bajnoki ezüst- és bronzérmet szerzett, valamint Szuperkupát nyert a csapattal. Egy szezont kölcsönben a HCM Baia Mare csapatánál töltött. 
2017 nyarán a Siófok KC játékosa lett, miután pénzügyi nehézségek léptek fel csapatánál. 2017 októberében súlyos keresztszalag-szakadást szenvedett, emiatt a szezon hátralevő részét ki kellett hagynia. EHF-kupát nyert a csapattal.
2019 márciusában hivatalossá vált, hogy a következő idénytől újra hazájában, a CSM Bucureștiben kézilabdázik. Két idényt töltött el a csapatnál, majd a városi rivális Rapid București játékosa lett.

### A válogatottban
2011-ben, a csehországi U17-es Európa-bajnokságon beválasztották a torna All-Star csapatába, csakúgy mint egy évvel később az U18-as világbajnokságon. 2012-ben mutatkozott be a román válogatottban, amellyel 2015-ben bronzérmes lett a dániai világbajnokságon.

## Sikerei, díjai
Klubcsapatokkal
- Román bajnokság:
  - 2. hely: 2016
  - 3. hely: 2014
- EHF-kupa-győztes: 2019
- Egyetemi világbajnokság:
  - 2. hely: 2016

Egyéni elismerés
- Az U17-es Európa-bajnokság All-Star csapatának tagjaː 2011
- Az U18-as világbajnokság All-Star csapatának tagjaː 2012[9]
- Brăila megye év sportolónőjeː 2011[10]